# 1870-е

## Догађаји и трендови
- 1870. — усвојен 15. амандман Устава САД, којим и бивши робови добијају право гласа.[1]
- 1870. — започео је Француско-пруски рат, који се завршио годину дана послије стварањем Немачког царства и уједињењем Италије, падом Другог француског царства и стварањем Треће републике.
- 1871. — основана Париска комуна.
- 1871. — у великој глади у Персији, која је трајала двије године умрло је 2 милиона људи.
- 1871. — започела је Друга индустријска револуција.
- 1872. — основан је Јелоустоунски национални парк.
- 1873. — укинута је Војна граница у Бачкој и Банату.
- 1874. — распуштена је Британска источноиндијска компанија.
- 1874. — проглашена је Прва шпанска република, која је трајала двије године.
- 1875. — започела је велика глад у Индији од које је у сљедећих 25 година умрло 26 милиона Индијаца.
- 1875. — рођен Арчибалд Рајс, швајцарски криминолог.
- 1875. — започео је Херцеговачки устанак.
- 1876. — Бугарски априлски устанак против Османског царства.
- 1876. — започео је Српско-турски рат.
- 1876. — рођен Александар Обреновић, краљ Србије.
- 1876. — у сљедеће три године је 13 милиона људи умрло у Кини од глади.
- 1877. — одржан први турнир у тенису у Вимблдону.
- 1877. — започео је Берлински конгрес .
- 1877. — потписан Санстефански споразум.
- 1878. — завршио се Берлински конгрес, на којему су Србија, Црна Гора и Румунија међународно признате као самосталне државе, док је Бугарска добила аутономију, Кипар је припао Уједињеном Краљевству, док је Аустроугарска окупирала Босну и Херцеговину.
- 1879. — потписана Двојна Алијанса између Немачке и Аустроугарске.
- 1879. — рођен Лав Троцки, руски револуционар.
- 1879. — рођен Јосиф Стаљин, совјетски владар.

## Наука
- 1871. — рођен Ернест Радерфорд, новозеландски физичар.
- 1873. — Џејмс Клерк Максвел је објавио Студију о електрицитету и магнетизму.
- 1873. — рођен Ђуљелмо Маркони, италијански инжењер.
- 1875. — рођена Милева Марић-Ајнштајн, српска математичарка.
- 1875. — умро Ајзак Мерит Сингер, амерички изумитељ и глумац.
- 1876. — Александар Грејам Бел је изумио телефон.
- 1879. — рођен Алберт Ајнштајн, немачки физичар.
- 1879. — рођен Милутин Миланковић, српски математичар, астроном и геофизичар.
- 1879. — рођен Макс фон Лауе, немачки физичар.

## Култура
- 1873. — Жил Верн објављује Пут око свијета у 80 дана.
- 1879. — умро Оноре Домије, француски графичар, карикатуриста, сликар и вајар.

### Архитектура
- 1870. — рођен Адолф Лос, аустријски архитекта.